# Dimitri Oberlin
Dimitri Oberlin (Yaoundé, Kamerun, 1997. szeptember 27. –) svájci válogatott labdarúgó, a Thun csatárja kölcsönben a Servette csapatától.

## Pályafutása

### Servette
2021. július 28-án a svájci Servette együtteséhez igazolt.

## Sikerei, díjai
- Red Bull Salzburg
  - Osztrák Bundesliga: 2015–16, 2016–17

- Basel
  - Svájci kupa: 2018–19